# Albert P. Forsythe
Albert Palaska Forsythe (* 24. Mai 1830 in New Richmond, Clermont County, Ohio; † 2. September 1906 in Independence, Kansas) war ein US-amerikanischer Politiker. Zwischen 1879 und 1881 vertrat er den Bundesstaat Illinois im US-Repräsentantenhaus.

## Werdegang
Albert Forsythe besuchte die öffentlichen Schulen seiner Heimat und danach die Asbury University in Greencastle (Indiana), aus der später die DePauw University hervorging. In den folgenden acht Jahren war er als fahrender Prediger der Methodistenkirche tätig. Während des Bürgerkrieges diente er als Oberleutnant in einem Infanterieregiment aus Indiana im Heer der Union. 1865 zog er nach Illinois, wo er sich in der Farmerbewegung engagierte. Sechs Jahre lang leitete er die State Grange of Illinois. Politisch schloss er sich der Greenback Party an.
Bei den Kongresswahlen des Jahres 1878 wurde Forsythe im 15. Wahlbezirk von Illinois in das US-Repräsentantenhaus in Washington, D.C. gewählt, wo er am 4. März 1879 die Nachfolge des Demokraten John R. Eden antrat. Da er im Jahr 1880 nicht bestätigt wurde, konnte er bis zum 3. März 1881 nur eine Legislaturperiode im Kongress absolvieren. Im Jahr 1882 zog Forsythe in die Nähe von Liberty in Kansas, wo er in der Landwirtschaft arbeitete. Zwischen 1886 und 1892 leitete er als Regent das Kansas Agricultural College. Er starb am 2. September 1906 in Independence.